# Francisco Galván
Francisco Galván Fernández (Lliçà d'Amunt, 1 december 1997) is een Spaanse wielrenner die sinds 2020 voor Equipo Kern Pharma uitkomt.

## Resultaten in voornaamste wedstrijden
| Jaar | Ronde van Italië | Ronde van Frankrijk | Ronde van Spanje |
| ---- | ---------------- | ------------------- | ---------------- |
| 2021 |                  |                     |                  |
| 2022 |                  |                     | 105e             |
| 2023 |                  |                     |                  |
| 2024 |                  |                     |                  |

| Jaar | Luik-Bast.‑Luik | Waalse Pijl | Parijs-Tours |
| ---- | --------------- | ----------- | ------------ |
| 2021 |                 |             | opgave       |
| 2022 | 116e            |             |              |
| 2023 | 110e            | 88e         |              |
| 2024 | opgave          |             | 135e         |

## Ploegen
- 2020 –  Equipo Kern Pharma
- 2021 –  Equipo Kern Pharma
- 2022 –  Equipo Kern Pharma
- 2023 –  Equipo Kern Pharma
- 2024 –  Equipo Kern Pharma
- 2025 –  Equipo Kern Pharma

Adrià · Agirre · Araiz · Arrieta · Berrade · Carboni (vanaf 9/9) · Carretero · J. Castrillo · Cobo · Galván · C. García Pierna · R. García Pierna · Jaime · D. Lopez · J. López · Marquez · Mendez · Miquel · Moreno · Novikov · Parra · Řepa · Ruiz · Sánchez · van der Tuuk · P. Castrillo (stagiair) · Fernandez (stagiair) · Retegi (stagiair)
Adrià · Agirre · Arrieta · Berrade · Carboni · Carretero · Castrillo · Cobo · Elosegui · Galván · C. García Pierna · R. García Pierna · Jaime · López · Marquez · Miquel · Parra · Řepa (tot 2/5) · Retegi · Ruiz · Sánchez · van der Tuuk · Aznar (stagiair) · Carrascosa (stagiair) · Dorenbos (stagiair)
Agirre · H. Aznar · U. Aznar · Berrade · Brustenga · Castrillo · Cobo · Elosegui · Fernández · Galván · García Pierna · Gutiérrez · Iribar · Jaime · López · Marquez · Miquel · Parra · Retegi · Ruiz · Sánchez · Soto · Uriarte · van der Tuuk · Azanza (stagiair) · Carrascosa (stagiair) · Etxeberria (stagiair)